# Bélgica nos Jogos Olímpicos de Verão de 2012
A Bélgica competiu nos Jogos Olímpicos de Verão de 2012, que aconteceram na cidade de Londres, no Reino Unido, de 27 de julho até 12 de agosto de 2012.

## Medalhas
| Atleta     | Esporte | Evento                          | Medalha |
| ---------- | ------- | ------------------------------- | ------- |
| Lionel Cox | Tiro    | Carabina deitado 50 m masculino | Prata   |

## Desempenho

### Badminton
Masculino
| Atleta    | Prova   | Ronda dos 64           | Ronda dos 32           | Ronda dos 16           | Quartos-finais         | Semifinais             | Final                  | Final |  |
| Atleta    | Prova   | Adversário e resultado | Adversário e resultado | Adversário e resultado | Adversário e resultado | Adversário e resultado | Adversário e resultado | Pos.  |  |
| --------- | ------- | ---------------------- | ---------------------- | ---------------------- | ---------------------- | ---------------------- | ---------------------- | ----- |  |
| Tan Yuhan | Simples |                        |                        |                        |                        |                        |                        |       |  |

Feminino
| Atleta     | Prova   | Ronda dos 64           | Ronda dos 32           | Ronda dos 16           | Quartos-finais         | Semifinais             | Final                  | Final |
| Atleta     | Prova   | Adversário e resultado | Adversário e resultado | Adversário e resultado | Adversário e resultado | Adversário e resultado | Adversário e resultado | Pos.  |
| ---------- | ------- | ---------------------- | ---------------------- | ---------------------- | ---------------------- | ---------------------- | ---------------------- | ----- |
| Lianne Tan | Simples |                        |                        |                        |                        |                        |                        |       |

### Canoagem slalom
Masculino
| Atleta       | Evento | Preliminar | Preliminar | Preliminar | Preliminar | Semifinais | Semifinais | Final       | Final       |
| Atleta       | Evento | Descida 1  | Descida 2  | Total      | Posição    | Tempo      | Posição    | Tempo       | Posição     |
| ------------ | ------ | ---------- | ---------- | ---------- | ---------- | ---------- | ---------- | ----------- | ----------- |
| Mathieu Doby | K-1    | 92s74      | 87s92      | 87s92      | 4º         | 102s58     | 11º        | Não avançou | Não avançou |

### Halterofilismo
Masculino
| Atleta        | Evento | Arranque (kg) | Arremesso (kg) | Total (kg) | Posição |
| ------------- | ------ | ------------- | -------------- | ---------- | ------- |
| Tom Goegebuer | -56kg  | 115,0         | 132,0          | 247,0      | 12º     |

### Natação
Masculino
| Atletas        | Evento            | Eliminatórias | Eliminatórias | Semifinal   | Semifinal   | Final       | Final       |
| Atletas        | Evento            | Tempo         | Posição       | Tempo       | Posição     | Tempo       | Posição     |
| -------------- | ----------------- | ------------- | ------------- | ----------- | ----------- | ----------- | ----------- |
| Jasper Aerents | 50 m livre        | 22.43         | 22º           | Não avançou | Não avançou | Não avançou | Não avançou |
| Pieter Timmers | 100 m livre       | 48s54         | 6º Q          | 48s57       | 12º         | Não avançou | Não avançou |
| Ward Bauwens   | 400 m medley      | 4min16s71     | 16º           |             |             | Não avançou | Não avançou |
| Brian Ryckeman | Maratona aquática |               |               | 1h51min27s1 | 16º         |             |             |

Feminino
| Atletas        | Evento          | Eliminatórias | Eliminatórias | Semifinal   | Semifinal   | Final       | Final       |
| Atletas        | Evento          | Tempo         | Posição       | Tempo       | Posição     | Tempo       | Posição     |
| -------------- | --------------- | ------------- | ------------- | ----------- | ----------- | ----------- | ----------- |
| Kimberly Buys  | 100 m costas    | 1min01s92     | 29º           | Não avançou | Não avançou | Não avançou | Não avançou |
| Fanny Lecluyse | 200 m peito     | 2min27s30     | 19º           | Não avançou | Não avançou | Não avançou | Não avançou |
| Kimberly Buys  | 100 m borboleta | 58s79         | 19º           | Não avançou | Não avançou | Não avançou | Não avançou |

### Remo
Masculino
| Equipe      | Evento        | Eliminatórias | Eliminatórias | Repescagem | Repescagem | Quartas | Quartas  | Semifinal | Semifinal | Final   | Final                |
| Equipe      | Evento        | Tempo         | Posição       | Tempo      | Posição    | Tempo   | Posição  | Tempo     | Posição   | Tempo   | Posição (Pos. final) |
| ----------- | ------------- | ------------- | ------------- | ---------- | ---------- | ------- | -------- | --------- | --------- | ------- | -------------------- |
| Tim Maeyens | Skiff simples | 6m42s52       | 1º Q          | BYE        | BYE        | 6m56s65 | 1º S A/B | 7m39s78   | 6º FB     | 7m27s51 | 6º (12º)             |

### Tiro
Masculino
| Atleta     | Evento                | Qualificação | Qualificação | Final  | Final | Posição          |
| Atleta     | Evento                | Placar       | Posição      | Placar | Total | Posição          |
| ---------- | --------------------- | ------------ | ------------ | ------ | ----- | ---------------- |
| Lionel Cox | Carabina deitado 50 m | 599          | 2º           | 102.2  | 701.2 | Medalha de prata |

### Triatlo
| Atleta            | Evento    | Natação (1,5km) | Ciclismo (40km) | Corrida (10km) | Tempo total | Posição |
| ----------------- | --------- | --------------- | --------------- | -------------- | ----------- | ------- |
| Simon De Cuyper   | Masculino | 17m58           | 59m45           | 31m10          | 1h50m00     | 26º     |
| Katrien Verstuyft | Feminino  | 20m28           | 1h07m30         | 35m40          | 2h03m38     | 28º     |